# جزيرة كيلابا (الجزر الألف الشمالية)
جزيرة كيلابا (الجزر الألف الشمالية) وهي جزيرة من جزر إندونيسيا، وتقع في إقليم جاكارتا، في بولاو سيريبو ضمن شمال الجزر الألف.